# Demolition Racer
Demolition Racer est un jeu vidéo de course et de combat motorisé, développé par Pitbull Syndicate (en) et édité par Infogrames. Le jeu est initialement commercialisé sur PlayStation et Windows, respectivement le 31 août 1999 et le 12 septembre 2000. Le système de jeu est similaire à celui de la célèbre série de jeux vidéo Destruction Derby.
Le jeu est réédité pour la Dreamcast, sous le nom Demolition Racer: No Exit, il propose de nouveaux circuits, de nouvelles voitures, des mini-jeux à débloquer, et un mode supplémentaire appelé « No Exit », un mode de jeu similaire au « Last Man Standing » (le dernier homme debout) présent dans d'autres jeux.

## Système de jeu
Demolition Racer est un jeu vidéo de combat motorisé de type course-action dans lequel le joueur concourt lors d'une série de courses simples ou de stock-car. La jouabilité du jeu est similaire à celle de la série de jeux vidéo Destruction Derby. Le jeu utilise un système de score dans lequel les points se comptent automatiquement à l'aide des collisions effectuées ; les points augmentent lorsque le joueur réussit à incendier/détruire une voiture rivale ou à la sortir hors de la piste. Seuls l'avant et l'arrière de la voiture du joueur permettent la collision. Il existe deux types de course — Demolition et Poursuite — ainsi qu'un mode deux joueurs. Dans le mode Demolition, le joueur se doit de terminer la course en marquant un maximum de points ; plus le joueur marque de points, plus les chances de remporter la course augmentent. Cependant, la place sur la ligne d'arrivée délivre un « coefficient multiplicateur » avec les points précédemment gagnés. Dans le mode Poursuite, le joueur concourt dans une course simple durant laquelle les collisions doivent être évitées.
Un total de seize voitures s'affrontent dans cinq événements différents incluant : Demolition Racing, Bowl Matches, Stock Car Racing, Last Man Standing et Suicide Racing. Le joueur a également la possibilité de choisir sa voiture parmi huit véhicules. Chaque véhicule possède ses propres caractéristiques, certains ont une meilleure tenue de route, tandis que d'autres ont une meilleure pointe de vitesse.

## Développement
Demolition Racer est développé par des membres fondateurs de la série des jeux vidéo Destruction Derby, en partenariat avec la société Pitbull Syndicate (en) à l'origine des jeux vidéo à succès Test Drive 4 et Test Drive 5. Le jeu est présenté lors de l'E3 1999, parmi d'autres jeux de conduite planifiés sur console PlayStation comme Test Drive 6 et Test Drive: Off Road 3.